# Asea belysning

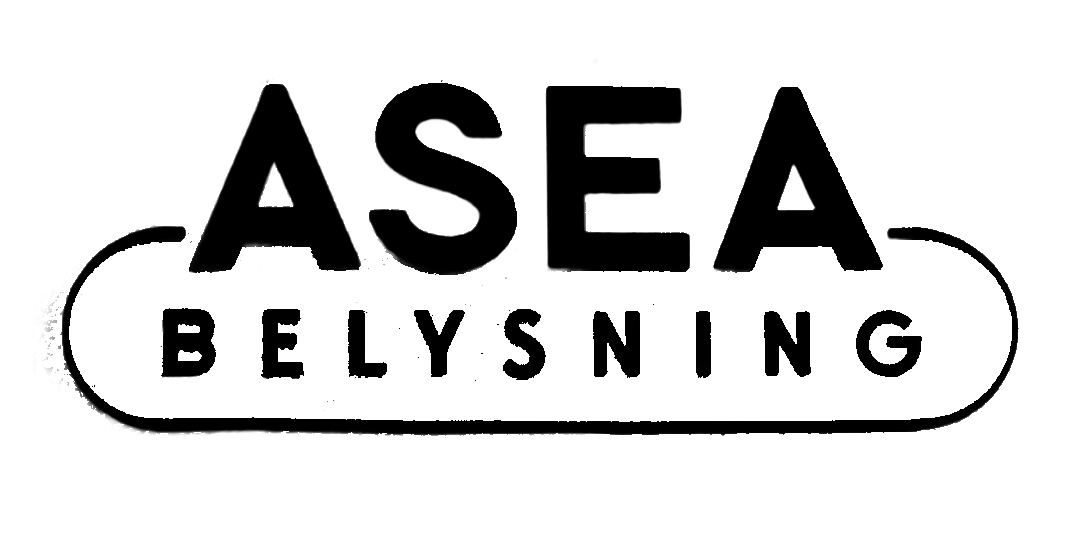
Asea belysning, affärsområdets ordmärke.

Asea belysning var namnet på ett affärsområde inom Aseakoncernen mellan 1947 och 1968. Affärsområdets inriktning på grossist- och detaljhandel av belysningsarmatur för bostäder, kontor, skolor, butiker och offentliga lokaler låg organisatoriskt inordnat under Aseas avdelning för installationsmateriel (IM).

## Historia

### De första åren
Köpmannen Ludvig Fredholm, som var initiativtagare till Elektriska Aktiebolaget i Stockholm, det äldsta av de båda företag som senare blev Asea, intresserade sig som företagare i huvudsak för belysningssystem. Han utförde år 1881 bland annat prov med gaslampor men insåg snart den elektriska belysningens fördelar framför gasljuset. Fredholm sammankallade en grupp affärsvänner som tillsammans med honom bekostade en provbelysning på Gustav Adolfs torg, Norrbro och kajen nedanför kungliga slottets norra fasad. Provbelysningar utfördes senare även nedanför gamla polishuset mot Stockholms ström med båglampor av Brush-typ samt i Strömparterrens restaurang.
Det var via en anordning för att belysa Örebro Teater år 1882 som Fredholms historiska möte med ingenjör Jonas Wenström ägde rum.

### Uppbyggnad av belysningsaffären
Under 1900-talets första år var belysningsanläggningar en betydande del av Aseas omsättning eftersom elektricitetens första användning var just belysning. Ett konkret exempel är de stora takkronorna i Berns salonger, Stockholm, som fortfarande är i drift. Men i takt med att Aseas affär växte inom elektrisk kraftöverföring, elektriska spårvägar, elektrisk värmeteknik med mera blev omsättningen på elektrisk belysning proportionellt alltför liten och olönsam i förhållande till kostnaden för utländska belysningsprodukter.
Belysning fortsatte att i jämförelse med kärnverksamheten vara en mindre del av Aseakoncernens erbjudande med inköpta både svenska och utländska produktkoncept kompletterade med viss egen tillverkning. En belysningsutställning fanns på Drottninggatan 42, Stockholm, under 1910-talet.

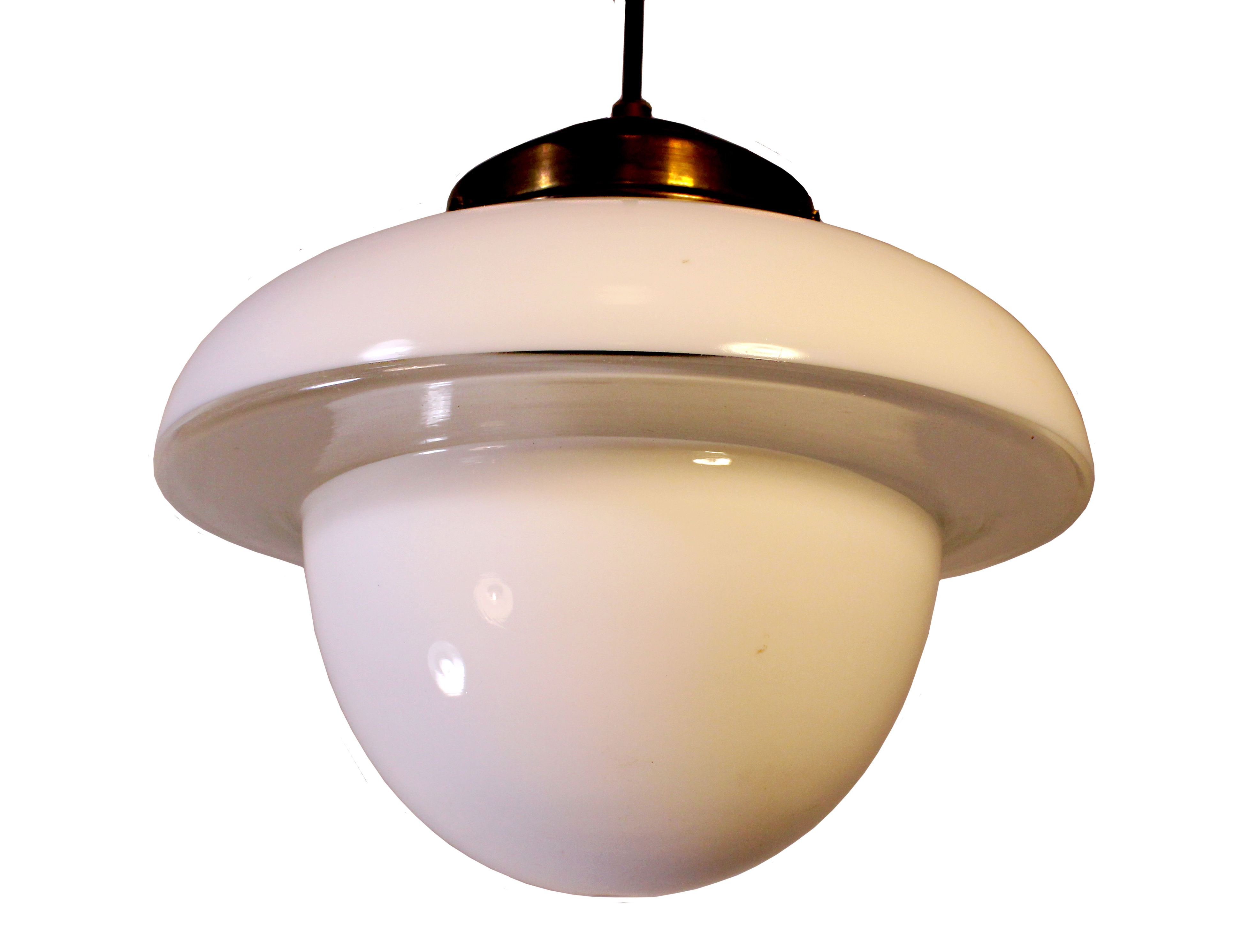
Aseas belysningsarmatur Viktoria från 1920-talet.

År 1920 publicerades en relativt omfattande belysningskatalog av Aseas avdelning för installationsmaterial (IM). Det var tonvikt på industriell, elektrisk nyttobelysning från Asea under 1920-talet vilket var naturligt med tanke på företagskulturen. En av de mest kända egna modellerna var glaspendeln Viktoria som hade en särpräglad form på glaset av opalöverfång med ”patenterat klar rand”. Den av Sieverts Kabelverk tillverkade Gebe-armaturen och den av Enköpings verkstäder tillverkade Triplexpendeln är exempel på svenska produkter som Asea avd IM hade försäljningsagenturen för.
Företaget marknadsförde också så kallade RLM Dome-armaturer av ”amerikansk standardmodell” tillverkade ”av extra prima svensk emaljerad stålplåt” och importerade belysningsprodukter från USA (Sterling-silverglasreflektorer), Tyskland (Wiskott-reflektorer) och Storbritannien (engelska: Holophane). På sikt togs egna system av modulärt uppbyggda gjutjärnsarmaturer med opalglaskupor och Dome-reflektor fram för industri som exempelvis den så kallade enhetsarmaturen.

## Avdelningen för installationsmateriel (IM)

### Verksamhet
Från den 1 april 1904 fick Aseas centralförråd namnet Allmänna Svenska Elektriska Aktiebolagets Avdelning för Installationsmateriel (IM). IM utgjorde Aseas inköpsavdelning och centrallager för all Aseas installationsmateriel. Avdelningen skötte alla kontrakteringar och inköp och höll enligt upprättad statistik nödvändiga kvantiteter på lager. All försäljning av installationsmateriel inom de olika distrikten ansvarade respektive filialer för. Efter en omorganisation år 1920 placerades direktören för IM:s kontor på Klarabergsgatan 21, kvarteret Skansen, Stockholm. Där i gatuplan öppnade år 1923 en ny belysningsbutik bara runt hörnet från den gamla på Drottninggatan 42 i samma kvarter.

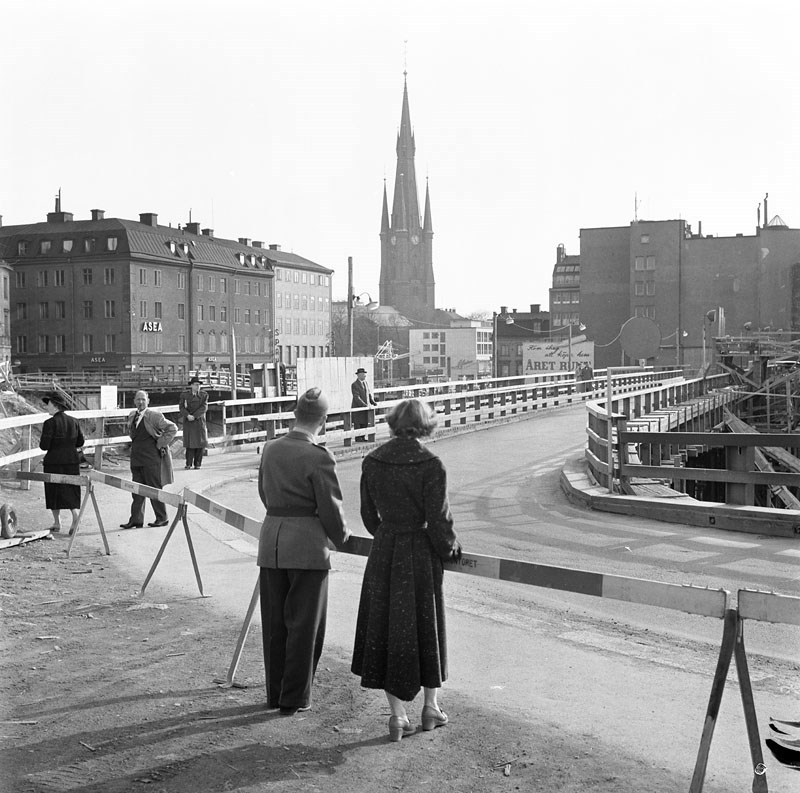
Till vänster syns fastigheten i kvarteret Skansen, Norrmalm, Klarabergsgatan 21, Stockholm, där Asea avd IM under drygt 40 år hade sin belysningsbutik (1957).

I företagets strävan efter industriell standardisering, vid sidan av de stora fabriksanläggningarna i Västerås och Ludvika, byggde Asea successivt upp en organisation av ett antal förvärvade bolag inom IM. Ett av dessa bolag var verkstadsföretaget Luth & Roséns Elektriska med fabriker på Rosenlundsgatan 31, Stockholm, som Asea efter många förhandlingar år 1930 köpte aktiemajoriteten i. Luth & Rosén ägde i sin tur sedan ett par år tillbaka Elektriska AB Chr Bergh & Co i Malmö där det tillverkades bland annat belysningsarmatur och transformatorer. Efter denna tidpunkt blir det en större förekomst av hemarmatur i Asea avd IM:s katalogproduktion.
IM-affären inom Asea utvecklades bra under hela 1900-talets första hälft. Verksamheten kom att omfatta flera olika underbyråer specialiserade på olika grenar av försäljning. Exempel på underbyråer i verksamheten var svenska offertbyrån, apparatbyrån, belysningsbyrån, lampbyrån, neonbyrån, mätarbyrån, värmebyrån och radiobyrån. Majoriteten av arbetsuppgifterna inom IM var inköp och grossisthandel men även detaljhandel utgjorde en avsevärd del av omsättningen.
En förstärkt organisation för installationsmateriel var också del av Aseas konkurrensstrategi för att hindra utländska bolag som Siemens och AEG att genom offensiva uppköp öka sin närvaro på den skandinaviska marknaden. Inom bland annat produktområdet belysningsarmatur var både Siemens och AEG på 1930-talet etablerade genom representanter på flera svenska orter.
Asea avd IM var grossist för glödlampor från Osram, Elektriska Skandia och Philips.

### Cebe Aktiebolag
I augusti 1926 övertog Luth & Roséns Elektriska aktiemajoriteten i Elektriska AB Chr Bergh & Co (Cebe), Malmö, varvid den olönsamma transformatortillverkningen där lades ner. Bolagets huvudkontor flyttade från Malmö till Svalöv där fabriken låg. År 1930 införlivades Cebe i Aseakoncernen via köpet av Luth & Rosén. Efter Aseas övertagande renodlades Cebes produktion till belysningsarmatur.
Från den 1 januari 1941 drev Elektriska AB Chr Bergh & Co sin fabrikation och försäljning som kommissionär för Asea och sålde sina tillverkningar i huvudsak genom Aseakoncernens försäljningsavdelningar. Men bolaget hade också friheten att sälja genom egna kanaler. Utvecklingen av försäljningsorganisationen syns tydligt genom att studera katalogproduktionen. Fram till 1938 produceras belysningskataloger enbart med Cebe som avsändare. Under en mellanperiod från 1938 till 1944 förekommer katalogproduktioner både med Cebe och Asea som avsändare för att därefter helt övergå till Asea belysning som avsändare.
Aseakoncernen rapporterade år 1942 ett mycket gott resultat för räkenskapsåret 1941 ”trots exporthindren, svårigheterna med råvaruförsörjningen och bränslebristen”. Vinsten steg till 9,9 miljoner kronor vilket var en ökning med 1,1 miljoner kronor. Balansräkningen visade kraftigt ökade kundfordringar. Anledningen till förändringarna i balansen förklarades med detta att moderbolaget hade tagit över vissa dotterbolags rörliga tillgångar och skulder. Det vill säga en övergång från dotterbolag till kommissionsbolag. Förutom Elektriska AB Chr Bergh & Co var det Liljeholmens Kabelfabrik, Elektriska AB Helios, Luth & Roséns Elektriska, Svenska Turbinfabriks AB Ljungström (STAL), Svenska Fläktfabriken, Asea Svetsmaskiner och Svenska Elektrobilsaktiebolaget som omvandlades till kommissionsbolag.
Upplägget med kommission innebar att moderbolaget skötte rörelsens ekonomi och att kommissionsbolaget arvoderades för sina leveranser. Detta genomfördes samtidigt som omsättningsskatten (förkortat oms) infördes i Sverige åren 1941–1947.

### Asea belysning
Under år 1947 genomförde Asea omorganisationer av flera anledningar. Omsättningsskatten upphörde. En ny aktiebolagslag med nya bestämmelser om vinstfördelning i koncerner skulle träda i kraft år 1948. Samtidigt byggdes verkstäderna i Svalöv om och utvidgades. Modern utrustning nyanskaffades och särskilt ytbehandlingen med förnickling, förkromning och kadmiering (rostskyddsbehandling) ökade till mångdubbel kapacitet. Affärsområdet belysning förtydligades gentemot marknaden genom att skapa varumärket Asea belysning. Detta rationaliserade också katalogproduktionen som utgjorde en betydande del av försäljningsomkostnaderna. Hela belysningsproduktionen samlades nu i en huvudkatalog och ett antal mindre specialkataloger med Asea belysning som avsändare. Asea var också i allmänhet ett starkare varumärke än Cebe.
Asea belysning fungerade som affärsområdets varumärke och säljorganisation inom Asea avd IM som var grossist och detaljist medan Cebe var tillverkaren. Asea hade genomfört en så kallad vertikalintegrering från tillverkning till slutkundsförsäljning. Men precis som Cebe kunde sälja via andra kanaler, till exempel direkt till Statens Järnvägar, så kunde Asea belysning precis som tidigare plocka in enskilda belysningsprodukter från andra tillverkare. Asea belysnings roll var också konsultativ mot byggbranschens föreskrivande led. Behov av specialarmaturer och fullständig projektering av belysningsanläggningar kunde tillgodoses via IM-organisationens belysningsbyrå.
Hela belysningsbranschen präglades av en kraftfull rationalisering med påföljande priskonkurrens från slutet av 1950-talet. Detaljistledet utvecklades också från fackhandel till stormarknader. Branschens aktörer strävade efter volym och konsolidering när marginalerna sjönk. Det blev ännu en gång alltmer olönsamt att producera armaturer till bostäder på en liten marknad som Sverige och Skandinavien. Asea belysning avvecklades och belysningsaffären inriktades mer på volymprodukter för den växande bilismens infrastruktur som gator och motorvägar samt den växande offentliga tjänstemarknaden under varumärket Cebe Asea. Huvudfabriken för belysningsarmatur låg alltjämt i Svalöv.
Bland formgivare som Asea belysning samarbetade med under 1940- och 1950-talen kan nämnas Hans Bergström, Carl-Axel Acking och Bo Råman.

## Organisation

### Kontor och butiker

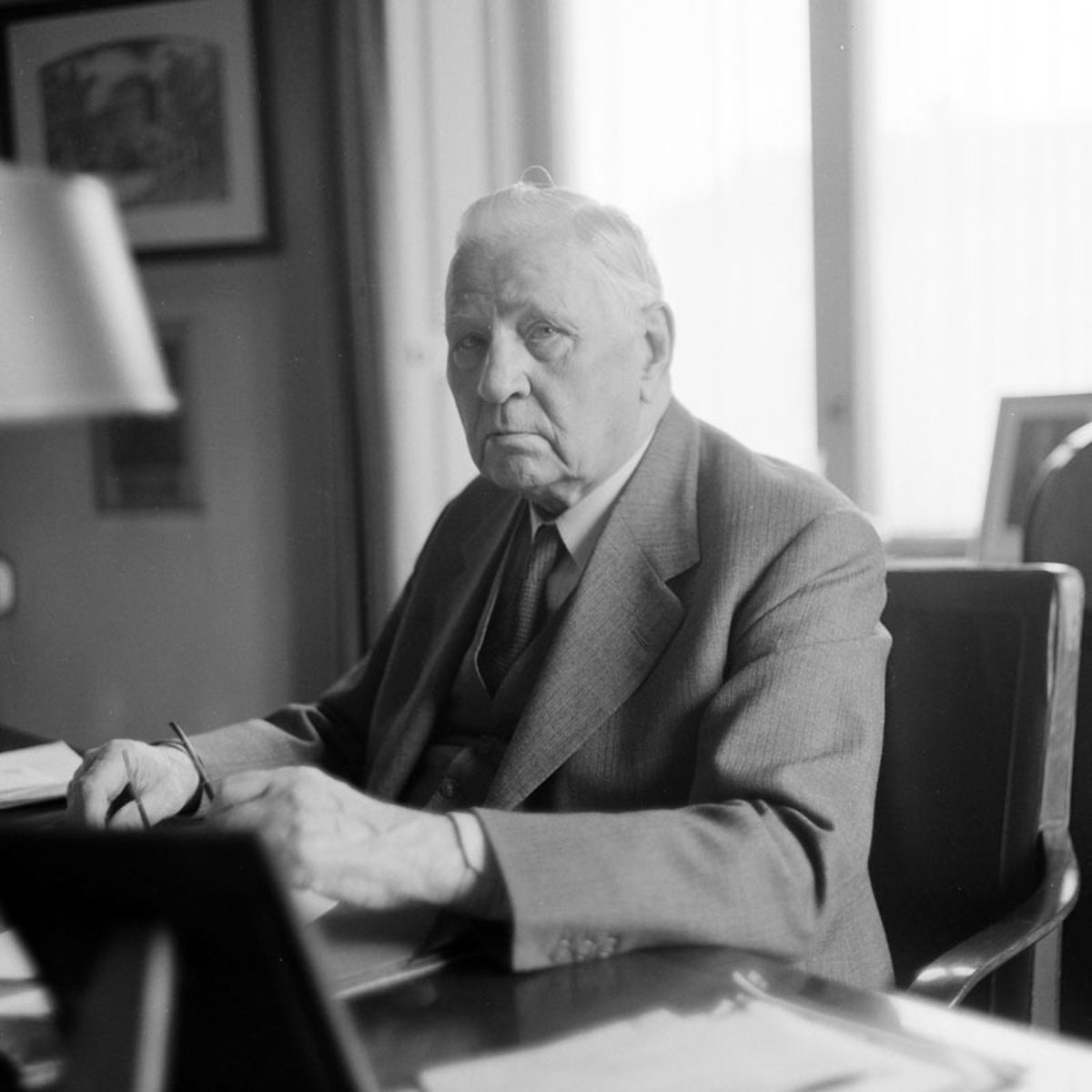
Aseas f d direktör Sigfrid Edström på Stockholmskontoret, Klarabergsgatan 21, strax innan fastigheten revs (ca 1959).

- Huvudkontor (Asea avd IM): Klarabergsgatan 21 (från 1923), senare Rosenlundsgatan 31, Stockholm.
- Armaturutställning: Klarabergsgatan 21, Stockholm.
- Materielbutik: Beridarebansgatan 23 (samma fastighet som Klarabergsgatan 21), Stockholm.

Aseas fastighet på Malmtorgsgatan 5, Stockholm, såldes år 1923. Avd IM samlades därefter i den 1917–1918 inköpta fastigheten i kvarteret Skansen med adress Klarabergsgatan 21 (ett stenkast från gamla adressen på Malmtorgsgatan 5) där huvudkontor för avd IM, materielbutik och belysningsutställning inrymdes i samma hus. Fastigheten på Klarabergsgatan 21 revs under Norrmalmsregleringen.

### Filialer
För filialerna i Stockholm, Göteborg, Malmö, Sunsvall och Norrköping inköptes egna fastigheter under åren 1917–1918. Under år 1919 upprättades nya filialkontor i Jönköping och Umeå. Fastigheten i Umeå inköptes i samband med att J M Nilssons Elektriska Byrå där övertogs.
- Göteborg: Östra Hamngatan 29.
- Jönköping: Östra Storgatan 29.
- Luleå: Köpmangatan 56.
- Malmö: Skomakaregatan 6.
- Norrköping: Finspongsvägen 27.
- Sollefteå: Torggatan 2.
- Stockholm: Se ovan.
- Sundsvall: Storgatan 5.
- Umeå: Kungsgatan 71.
- Östersund: Storgatan 32.

### Representanter
- Asea belysning hade ett 40-tal representanter med butiker i Sverige.
- Asea avd IM hade dessutom representation i flera världsdelar.